# Ferdinand Gramm
Joseph Ferdinand Gramm, född 1768, död 13 april 1801 i Stockholm, Stockholms län, var en violinist och konsertmästare vid Kungliga hovkapellet.

## Biografi
Ferdinand Gramm härstammade från Stralsund och kom till Sverige 1792. Han anställdes samma år som violinist vid Kungliga hovkapellet i Stockholm. Gramm hade titeln konsertmästare. Han avled 13 april 1801 i Tyska S:ta Gertruds församling, Stockholm och begravdes 18 april samma år.
Gramm gifte sig 25 november 1792 i Tyska S:ta Gertruds församling, Stockholm med Maria Catharina Grek.